# Procesna fizika
Procesna fizika je spekulativna fizikalna teorija koja pretpostavlja radikalnu reviziju osnovnih pojmova na kojima se temelji fizika. Njen je utemeljitelj, australski fizičar Reginald Cahill zamislio novu znanstvenu paradigmu koja rabi pojam «procesa» mjesto «predmeta» kao izvor svekolike stvarnosti. Cahillova je tvrdnja da je sva dosadašnja fizika (kao i ostale prirodne znanosti) polazila od statičkih predodžbi objekata koje bivaju podvrgnuti fizikalnim zakonima ili promjenama, dok je njegova vizura stvarnosti produžetak i proširenje svjetonazora grčkoga filozofa Heraklita, kao i američkih i britanskih filozofa poput Charlesa Sandersa Piercea i Alfreda Northa Whiteheada. U tom poimanju svijeta, temeljni supstrat zbilje je mijena ili proces (Cahill je nazvao Heraklita prvim «procesnim fizičarem»-naravno, nazivak «fizičar» treba shvatiti u starijem smislu «filozofa prirode»). Shvaćanje je procesne fizike da su prostor i vrijeme sekundarna ili derivativna zbilja, te da je izvor stvarnosti u pocesima koji se ne opisuju u geometrijskim, niti fizikalnim- nego logičkim kategorijama. Ili, procesna fizika je svjetonazor koji u srce opisa stvarnosti stavlja logičke strukture iz kojih izvire univerzum kasnije opisivan geometrijskim i fizikalnim predodžbama i pojmovima.  
Fundamentalni skup pojmova u procesnoj fizici je ne-geometrijski semantički («značenjski») informacijski sustav koji, zbog imanentnih značajki (sustav je stohastičan i aksiomatski je postavljena samo-ustrojbena kritičnost (SOC-self-organizing criticality), prolazi kroz iteracijski proces koji stvara geometrijsku strukturu koja je opisana kao lijepljenje ili stapanje ge-bitova, ili najmanjih geometrijskih jedinica (terminološki, izraz potječe od računalnih bitova ili qu-bitova kvantne interferometrije, u oba slučaja označujući najmanje i nedjeljive jedinice pojedinoga sustava). Slijepljeni gebitovi generiraju prostor koji je opisan kao kvantna pjena, a topološki defekti u prostoru/kvantnoj pjeni su izjednačeni s kvantnom tvari ili materijom. Cahill je okrenuo naglavce tradicionalni pristup fizici, koji polazi od prostora (i to metričkoga- jedan od rijetkih poznatih izuzetaka je Ashtekar-Smolin-Rovellijeva teorija «petljaste gravitacije»/loop gravity), dok procesna fizika počinje apstraktnim povmovima stohastičnih živčevnih/neuralnih mreža i susljednih semantičkih polja, kao i inherentnih logičkih aksioma- dajući u procesu iteracije ne samo prostor i materiju, nego i ostale fizikalne karakteristike koje opisuju stvarnost: inerciju, vremensku dilataciju, princip ekvivalencije, ekspandirajući svemir, kozmološku stalnicu, crne jame i strelicu vremena. 
Opći ustroj procesne fizike može biti predočen na sljedeći način:
| Samoorganizirajuće semantičko informacijsko polje (Goedel, Turing i Chaitin,..). Ključni pojmovi: stohastične živčevne/neuralne mreže (SNN), slučajnost, nasumičnost,.. Semantička informacija se stvara i prepoznaje unutar samoga sustava-za razliku od ostalih pristupa koji su samo sintaktički, no ne i semantički |

| Inherentni samopobudni (bootstrap) mehanizam karakterističan za SNN, semantika generirana semantičkim sjemenima koja se pojavljuju u iteracijskom procesu u SNN |

| Proces iteracije dovodi do pojave ge-bitova, geometrijskih jedinica koje se sljepljuju i tako tvore geometrijsku strukturu prostora izjednačenog s kvantnom pjenom. Topološki defekti koji se pojavljuju u rastućem trodimenzionalnome fraktalnom prostoru (ljepljivi ge-bitovi se spajaju u prostor- kvantnu pjenu koja je ustrojena od aktivnih čvorišta/noda i ugrađenih topoloških defekata) generiraju kvantnu materiju, tj. kroz matematički formalizam se dobiju i prostor i tvar. Modeliranje vremena nije obavljeno na kvazi-geometrijski način kao u slučaju prostora |

| Gubitak relacijske informacije tijekom utoka iz kvantne pjene u tvar je jednak gravitaciji. Budući da je utjecanje turbulentno, ono zahtijeva pojavu gravitacijskih valova, te objašnjava anomaliju u rotacijskoj brzini spiralnih galaktika koja se pokušavala objasniti nazočnošću tamne tvari (procesna fizika odbacuje pojam i potrebu za uporabom pojma tamne tvari) Kvantna homotopijska teorija polja, koja opisuje dinamiku topoloških defekata, daje kao rezultat običnu kvantnu teoriju polja i ostatak kvantne fizike i relativnosti, iako drugačije protumačene |

Ili, u još sažetijem prikazu: logički sustav koji karakteriziraju nasumičnost i aksiomi Goedela, Turinga i Chaitina, najbolje reprezentiran stohastičnim neuralnim mrežama (SNN) u kojima samopobudni mehanizam (bootstrapping) generira niz nelinearnih iteracija---zbog iteracija dolazi do tvorbe ge-bita ili geometrijskih jedinica koje se sljepljuju u prostor određene geometrijske strukture, a koji je identičan kvantnoj pjeni. Topološki defekti u kvantnoj pjeni izvorom su kvantne tvari---utok iz kvantne pjene u kvantnu tvar, koja djeluje kao uvir, čini gravitaciju koja je od početka opisana kao kvantna. Kvantna homotopijska teorija polja opisuje dinamiku topoloških defekata, tj. kvantne tvari, a susljedni izračuni daju opis zbilje koji operira pojmovljem suvremene fizike i kozmologije: Schroedingerova jednadžba, kvantna polja, vremenska dilatacija, rastući univerzum, crne jame,.....
Druge bi se značajke modela procesne fizike mogle prikazati na sljedeći način: nastuprot prevladavajućem mišljenju, Cahill drži da u pokusi Dayton Millera i drugih znanstvenika referenciranih u njegovim radovima, nesporno dokazali postojanje apsolutnoga gibanja-što je u protivno općeprihvaćenim stavovima suvremene fizike. Apsolutna brzina je vrijednosti između 300 km/s i 600 km/s, specijalna teorija relativnosti (SR) u Einsteinovoj formulaciji netočna je, dok je ispravno tumačenje koje je još prije dao Lorentz. Poopćenje u općoj ili generalnoj teoriji relativnosti (GR) Einsteina i Hilberta također je neaekvatno, jer konkretan račun (koji inače rabi uobičajeni formalizam iz tenzorskoga računa uglavnom transformiran u hidrodinamičke jednadžbe) u razvoju daje dodatne članove kojih nema u slučaju Hilbert-Einsteinovoga pristupa, a koje omogućuju postavljanje sljedećih tvrdnji: moguće je postizanje brzine veće od c (brzine svjetlosti u vakuumu); svi pokusi poput Michelson-Morleyjeva nisu testirali validnost GR nasuprot staroj Newtonovoj teoriji gravitacije, nego samo oblik gravitacije u sferno-simetričnim sustavima. Po Cahillu, anomalije zamijećene u spiralnim galaktikama, a koje se ne mogu objasniti ni Newtonovom ni Einstein-Hilbertovom teorijom gravitacije, prirodno proistječu iz računa procesne fizike, bez potrebe za pojmom tamne tvari koja nikako ne biva otkrivenom u dovoljnoj mjeri, a koja po autoru ni ne postoji, nego je samo očajnički pokušaj vladajućega konvencionalnog fizičarskoga načina mišljenja da se spasi što se spasiti može- slično uvedbi epicikla s nakanom spašavanja Ptolomejskog geocentričnoga sustava. Privlačnost procesne fizike je u tom što ona spaja suvremene paradigme iz više područja (logika, neuralna znanost, biologija, fizika, nelinearna znanost) ostavljajući pritom snažan dojam jedinstva stvarnosti, jer postupak modeliranja u jezgrenoj zbilji logičkoga sustava kreće od neuralnih mreža, dajući u daljnjim fazama «fiziku» (i sve ostalo građeno na njoj), kao i «teoriju svega» (TOE) koja inkorporira širi spektar pojmova iz svekolikoga korpusa znanja od ostalih ponuđenih modela. Također, de-geometrizacija fizike je atraktivna i onima koji smatraju da fundamentalni opis stvarnosti mora poći od apstraktnih struktura koje nisu geometrijske naravi (jedan od primjeta takva pristupa je i Ashtekar-Smolinova teorija petljaste gravitacije).
No, nemali je i broj potencijalnih zamjerki.
Među inim: zašto bi proces iteracije uopće započeo ? Cahillov je odgovor da se radi o samopobudnom mehanizmu ugrađenom u samu sintaktičku strukturu logičkoga polja, no to objašnjenje je ipak podložno kritici jer je sam formalizam «okidača» samopobude (bootstrapping) tako podešen (u matričnom računu i pretpostavkama iteracijskoga procesa) da ostavlja dojam naknadnoga usklađivanja s ciljem e da bi se postigli željeni rezultati. Autor je, nadalje, upotrijebio popularne paradigme poput fraktalne dinamike, živčevnih/neuralnih mreža i računalne simulacije-no, opet se postavlja pitanje nije li to samo danak vremenu i privlačnosti tih pristupa koji nisu u fizikalnoj znanosti dovele ni do kakve konceptualne revolucije.
Iako se Cahill brani da procesna fizike nije jednostavno «računanje stvarnosti» (poput u dobroj mjeri diskreditiranoga pokušaja Stephena Wolframa, osnivača i vlasnika softverskoga projekta «Mathematica», da u golemoj knjižurini naslova «Jedna nova vrst znanosti» predloži redukciju cjelokupne fizike na kompjutorsku simulaciju temeljenu na celularnim automatima- pristup besmislen već po tom što fizika objašnjava preko opisivanja zbilje i pronalazi zakonitosti ponašanja, dok se Wolframov model svodi na tvorbu situacija koje samo simulacijski približno opisuju strukture koje nalazimo u zbilji. Ili, ukratko: približan opis struktura nije otkrivanje zakona po kojima se strukture ponašaju)- teško je povjerovati toj njegovoj tvrdnji. Iako procesna fizika daje izračun u nekoliko područja (npr. gravitaciji), Cahill nije uspio uvjerljivo pokazati da prevladava jaz između kvantne teorije i relativnosti, glavnu boljku suvremene fizike. Sama tvrdnja da je njegov pristup ispočetka oslobođen toga jaza ne znači puno: on nije dao nove jednadžbe koje bi potkrijepile tu tezu. Uglavnom je, uz značajne modifikacije, reproducirao neke već postojeće jednadžbe, no, radikalna revizija za koju tvrdi da ju je proveo u djelu nije dala nešto bitno novo u samom ustroju opisa zbilje. To bi bilo kao da je Maxwell umjesto istinski novih jednadžbi elektromagnetizma i pojma polja (iako definiranoga prema svjetlonosnom eteru) samo prilagodio jednadžbe mehanike Newtona ili Lagrangea za opis elektromagnetizma. Glede samoga pristupa primarnoj stvarnosti- Cahill je krenuo od vizure koja naglašava nasumičnost i ograničenost, tj. esencijalno naše «neznanje». Kao i u slučaju teorije kaosa, čovjek se može zapitati: nije li to ipak, u svojoj biti, samo-razarajući pristup jer po svojim središnjim postavima nužno završava u ignoranciji, kako god bila suptilno definirana ? Nije li teorija temeljena na inherentnoj ograničenosti i nasumičnosti (mjeri neznanja) osuđena da, u konačnici, ipak tvori samo parcijalne uvide, a ne proširuje horizonte znanja ? Ako se gleda praksa, Cahill je dobio obični 3-dimenzionalni prostor (iako veli da operira s univerzumom od više svjetova, no to je samo u procesnom prostoru, a ne fizikalnom), što je i manje od teorije Kaluze i Kleina. Ako mu kompaktifikacija nije problem, nedostatak višedimenzionalnosti je obično pokazatelj ograničenosti dosega spekulativnih fizikalnih teorija. I, na koncu: ima li pojam «teorije svega» (TOE) uopće smisla ? Nije li pristup zbilji u kojoj bi jedna, sveobuhvatna teorija u konačnoj savršenosti opisivala cjelokupnu fundamentalnu stvarnost-ipak naivna projekcija situacija u kojoj je, u povijesti znanosti, neka znanstvena paradigma bivala zamijenjena novijom i «boljom»-no ipak, jednom ? Naravno, taj se prigovor može uputiti ne samo procesnoj fizici, nego i svim spekulativnim teorijama koje smjeraju konačnom, jedinstvenom i, esencijalno, statičkom pristupu stvarnosti. Mogućnost da je složenost zbilje takva da možda po svojoj naravi ne dopušta jednu teoriju, nego samo skup ili mrežu teorija koje bi se nadopunjavale po opsegu eksplikatornoga dosega i različitim pojmovnim aparatom (nešto slično, bar na rudimentarnoj razini, vidimo u više interpretacija kvantne mehanike), nije prisutna u modernim fundamentalnim teorijama, pa ni dosta spekulativnima poput procesne fizike.

## Vanjska poveznica
http://www.mountainman.com.au/process_physics/
Process Physics ... The Pendulum of Natural Science